# Aranyoslóna község
Aranyoslóna község (románul: Comuna Luna) község Kolozs megyében, Romániában. Központja Aranyoslóna, beosztott falvai Aranyosgerend, Sósszentmárton.

## Fekvése
Kolozs megye délkeleti részén helyezkedik el, Aranyosgyérestől 6, Tordától 20, Kolozsvártól 50 km távolságra, az Aranyos folyó jobb partján. Áthalad rajta az E60-as európai út.

## Népessége
A 2011-es népszámlálás adatai alapján a község népessége 4268 fő volt.
A népesség alakulása 1850-től:

## Története
Sósszentmártonban bronzkori, a hallstatti kultúrához tartozó, illetve római kori települések maradványait tárták fel. A régészeti lelőhelyek Románia műemlékeinek jegyzékében a CJ-I-s-B-07070 és CJ-I-s-B-07071 sorszámon szerepelnek.

## Nevezetességei
- 13. századi református templom Aranyosgerenden (CJ-II-m-B-07696).
- 18. századi, Szent Mihály és Gábriel arkangyalokról elnevezett ortodox templom Aranyosgerenden (CJ-II-m-B-07695).
- 18. századi Kemény–Bánffy-kastély (CJ-II-m-B-07697).
- 1815-ben épített Kemény-kúria (CJ-II-m-B-07698).

## Híres emberek
- Nicolae Mazere (1860-1925) tanár, a memorandum-per egyik résztvevője, az első olyan Erdély-térkép szerkesztője, amely feltüntette a települések román elnevezését.
- Petre Sălcudeanu(wd) (1930-2005) író, forgatókönyvíró, kulturális miniszter 1993-ban.